# Caparo Vehicle Technologies

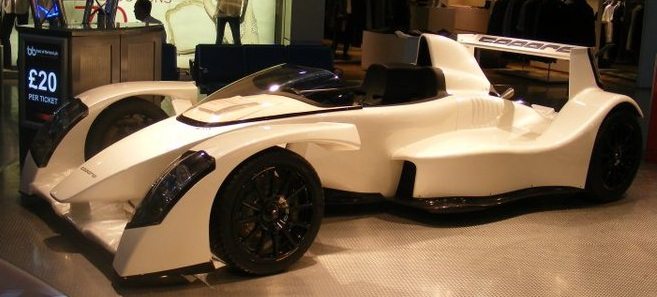
Caparo T1

Die Caparo Vehicle Technologies Ltd. (CVT) war ein britisches Unternehmen.

## Beschreibung
Dieser Hersteller von Automobilkomponenten, Motorsporterzeugnissen sowie Erzeugnissen der Luft- und Raumfahrttechnik war in Leamington Spa (Warwickshire) ansässig. Vor der Übernahme hieß die Firma Freestream. Deren Gründer waren Graham Halstead und Ben Scott-Geddes, die vorher als Ingenieure am McLaren-F1-Projekt mitgearbeitet hatten. Im April 2006 wurde die Gesellschaft von der indischen Caparo-Gruppe aufgekauft und in Caparo Vehicle Technologies umbenannt.
Von Caparo wurde der Sportwagen T1 gebaut. Caparo wurde im Januar 2019 geschlossen.